# Ульдінген-Мюльгофен
Ульдінген-Мюльгофен (нім. Uhldingen-Mühlhofen) — громада в Німеччині, знаходиться в землі Баден-Вюртемберг. Підпорядковується адміністративному округу Тюбінген. Входить до складу району Бодензе.
Площа — 15,66 км2. Населення становить 8309 ос. (станом на 31 грудня 2020).